# Tanja Scholz
Tanja Scholz (* 29. Juni 1984 in Elmshorn) ist eine deutsche Para-Schwimmerin und Paralympics-Siegerin, die für den PSV Union Neumünster startet.

## Leben
Tanja Scholz schwimmt seit ihrer Kindheit. Sie startete bei deutschen Meisterschaften und war im Kader. Seit einem Reitunfall im Jahr 2020 ist Tanja Scholz inkomplett querschnittsgelähmt und startet im Paraschwimmen in der Startklasse S4. Sie arbeitet als Fachwirtin für Gesundheit und Soziales; sie ist verheiratet und hat drei Kinder.

## Karriere
Scholz startete ihre ersten Wettkämpfe im Paraschwimmen 2022 und holte bei der Weltmeisterschaft auf Madeira fünf Medaillen. Bei der Weltmeisterschaft 2023 war sie mit sechs Medaillen erfolgreich. 
Ihr Trainer ist Michael Pechtl aus München.

## Erfolge
- 2022: 3 × Gold, 2 × Silber bei den Weltmeisterschaften
- 2023: 3 × Gold, 3 × Silber bei den Weltmeisterschaften
- 2024: Goldmedaillengewinnerin bei den Paralympischen Spielen über 150 Lagen[2]
- Weltrekorde über 50 m, 100 m und 200 m Freistil (S4, Langbahn)

## Auszeichnungen
- 2022: Sportlerin des Jahres Schleswig-Holstein[3]
- 2024: Silbernes Lorbeerblatt